# الرقابة على الإنترنت في سنغافورة
تُعنى هيئة تطوير الإعلام والمعلومات والاتصالات بممارسة السلطة الرقابية على الإنترنت في سنغافورة. وتخضع خدمات الإنترنت التي تقدمها ثلاث مخدمات رئيسية للتنظيم من قبل هيئة تطوير الإعلام مما يستدعي حظرًا رمزيًا لعدد من المواقع التي تحتوي على مواد «ذات تأثير جمعي سيء» مثل مواقع بلاي بوي، ويوبورن، وآشلي ماديسون. بينما تتمتع كل من الخدمات المدنية ومؤسسات التعليم العالي ومعهد التعليم التقني بسلطة قضائية خاصة بها تخولها حظر المواقع التي تحتوي موادًا إباحية، أو معلومات تخص المخدرات، أو القرصنة عبر الإنترنت.

## سن القوانين والتشريعات

### قانون التحريض على الفتنة
يُستخدم هذا القانون لتجريم مستخدمي الإنترنت الذين يُعتقد أنهم روجوا لمشاعر الكراهية والعداء بين الأعراق المختلفة أو الطبقات المختلفة من سكان سنغافورة.

### قانون الحماية من الأكاذيب والتلاعب عبر الإنترنت
في مايو 2019، أقر البرلمان السنغافوري هذا القانون وبموجبه حصل الوزراء على صلاحيات لمنع انتشار الأكاذيب عبر وسائل الإعلام أو عبر مواقع الإنترنت.

### قانون البث
سنت سنغافورة عام 2013 قانونًا يتطلب تراخيص للمواقع الجديدة التي تبث أخبارًا عن البلاد بشكل منتظم. وقد رأى منتقدو الحزب الحاكم في هذا القانون خطوة لإسكات صوت المعارضة عبر الإنترنت. يجب على المواقع التي تستوفي المعايير المطلوبة أن تدفع ما يسمى بضمان الأداء وقيمته 50,000 دولارًا، ويتوقع منها إزالة المحتوى الذي تراه هيئة تطوير الإعلام مخالفًا للمصلحة العامة أو يضر بالأمن العام والانسجام الوطني في غضون 24 ساعة.

### قانون إساءة استخدام الإنترنت والأمن السيبراني
قُدم قانون إساءة استخدام الانترنت والأمن السيبراني عام 1993، وتستند أحكامه بشكل أساسي على التشريعات التي أقرتها المملكة المتحدة عام 1990 والتي تحمل نفس الاسم. اتخذت الحكومة في السنوات اللاحقة إجراءات أكثر صرامة بشأن الأمور المتعلقة بالإنترنت، إذ عُدل قانون العقوبات في 2006 ليُحمل مستخدمي الإنترنت مسؤولية «التسبب بأذى عام»، ويمنح السلطات صلاحيات أوسع لتنظيم محتوى الإنترنت.

### قانون حقوق الطبع والنشر
أدخلت سنغافورة عام 2014 تعديلات جديدة على قانون حقوق الطبع والنشر الموجود مسبقًا. سمحت هذه التعديلات لأصحاب حقوق الطبع والنشر بالتقدم بطلب للحصول على أوامر قضائية من المحكمة، مما يُلزم مقدمي خدمة الإنترنت بحظر المواقع التي تنتهك حقوق الملكية الفكرية «بشكل صارخ».

### المقامرة عبر الإنترنت
أصدرت الحكومة عام 2014 قانون المقامرة عن بعد، وبموجب هذا القانون يعد قيام الأشخاص بالمراهنة على مواقع المقامرة الموجودة خارج سنغافورة جريمة عقوبتها السجن والغرامات المالية. منع هذا القانون جميع الإعلانات الخاصة بمواقع المقامرة أيضًا. استُبدل بهذا القانون عام 2022 قانون التحكم بالمقامرة، الذي دمج المقامرة الشخصية والمقامرة عن بعد ضمن قانون واحد.

## المواقع المحظورة
تحتفظ هيئة تطوير الإعلام والمعلومات والاتصالات بقائمة تضم أكثر من 100 موقع محظور. وحظرت الهيئة في 2005 موقعًا خاصًا بالمثليين، وفرضت غرامات مالية على موقع آخر بسبب شكاوى مفادها أن الموقع يروج لمحتوى سيء. تحجب الحكومة أيضًا المواقع الإباحية مثل يوبورن وريدتيوب، والمواقع التي تعتبرها «مسيئة بشكل صارخ للقيم العائلية والأخلاق العامة» مثل موقع المواعدة آشلي ماديسون.

### برامج التحايل
طور المواطنون في سنغافورة العديد من التقنيات للتحايل على سيطرة الحكومة على الإنترنت. إذ تتوفر التطبيقات البرمجية والعديد من برامج البروكسي للتحايل على حظر الويب بسهولة. مثل برنامج فري نيت الذي يعتبر حلًا شائعًا ليتمكن الأشخاص من التحميل عبر الإنترنت، وبرنامج جي أو إم الذي صمم خصيصًا للاستعمال في سنغافورة.

### الحظر المؤسساتي
تفرض وزارة التعليم العالي والمؤسسات التابعة لها في سنغافورة رقابة على الأفراد الذين يستخدمون شبكة الإنترنت الخاصة بها، وذلك بمساعدة خدمات تصفية المواقع الإلكترونية، إذ لا تسمح هذه المؤسسات بعرض المواقع ذات المحتوى الإباحي أو المواقع المروجة للمهارات الإجرامية والسحر، أو المواقع العنيفة والمتطرفة وحتى مواقع المقامرة.